# Узюльмез, Ибрахим
Ибрахим Узюльмез (тур. İbrahim Üzülmez; род. 10 марта 1974, Коджаэли, Коджаэли) — турецкий футболист и футбольный тренер.

## Карьера игрока
Ибрахим Узюльмез — воспитанник турецкого клуба «Коджаэлиспор» из своего родного города. В 1993—1994 годах он выступал за любительскую команду «Гёненспор». В 1994 году Ибрахим Узюльмез перешёл в клуб Второй лиги «Карабюкспор», который отдавал его в аренду командам турецких низших лиг «Искендерун Демир Челикспор» и «Амасьяспор». 9 августа 1998 года он дебютировал в Первой лиге, выйдя в основном составе «Карабюкспора» в гостевом поединке против «Бурсаспора».
С начала 1999 года Узюльмез представлял другой клуб Первой лиги — «Газиантепспор». 15 августа того же года он забил свой первый гол в рамках главной турецкой лиги, сравняв счёт в домашнем матче с «Антальяспором». 27 февраля 2000 года Узюльмез забил в ворота именитого «Фенербахче», доведя счёт до крупного в пользу хозяев поля. По окончании чемпионата он перешёл в «Бешикташ», в котором мечтал играть с детства. За стамбульский клуб он провёл 11 сезонов, выиграв целый ряд трофеев на национальном уровне. Его контракт с «Бешикташем» был досрочно расторгнут после потасовки с партнёром по команде Ибрахимом Тораманом во время перерыва матча Суперлиги 2010/11.

### В сборной
12 февраля 2003 года Ибрахим Узюльмез дебютировал в составе сборной Турции, выйдя в основном составе в домашнем товарищеском матче с Украиной. 2 июня 2009 года он забил свой первый и единственный гол за национальную команду, отметившись в домашней товарищеской игре с Азербайджаном.

## Тренерская карьера
Свою тренерскую карьеру Ибрахим Узюльмез начинал в клубе «Ризеспор» в качестве помощника главного тренера Мустафы Денизли в 2013 году. В конце 2015 года в течение месяца Узюльмез возглавлял команду Первой лиги «Элязыгспор», а с начала 2016 года — клуб Суперлиги «Генчлербирлиги». 7 ноября того же года он по взаимному согласию сторон оставил эту должность, а затем недолгое время возглавлял тонущий «Газиантепспор». 6 октября 2017 года Узюльмез был назначен главным тренером «Ризеспора», который он привёл к победе в Первой лиги по итогам сезона и возвращению в элиту турецкого футбола.